# Netzgeschichte
Eine Netzgeschichte (engl. netstory) oder auch Fortsetzungsgeschichte (im Internet) ist eine neue Form der Literatur. Auch wenn Netzgeschichten durchgängig keine besonderen literarischen Merkmale haben, sind sie dennoch meistens gut zu lesen. Bei Netzgeschichten geht es vor allem um den Spaß der Autoren am Schreiben.

## Entstehung der ersten Netzgeschichten
Ende der 90er Jahre kamen in Internetforen die ersten Mitschreibprojekte auf.
Ab 2000 wurden die ersten Seiten erstellt, die nur Fortsetzungsgeschichten beinhalteten.
Später tauchte erstmals der Begriff „Netstory“ auf. Über mehrere Foren hinweg und durch sehr viele Communities wurde dieser Begriff langsam üblich für diese Art der Geschichten.

## Vorbereitungen für eine Netzgeschichte
Netzgeschichten werden heutzutage meistens über PHP-Formulare oder Foren entwickelt. Der Anfang der Geschichte stammt immer von jemandem, der sich auch um das Erscheinungsbild der Geschichte kümmert. Alle anderen Autoren müssen sich dann bei ihren eigenen Beiträgen an der jeweils letzten Erweiterung orientieren. Für den ersten Erweiterungsautor bedeutet das, dass er sich an den Anfang der Geschichte halten muss.

## Aktionen
Die Mitschreibprojekte können sehr variieren. Deswegen bieten diejenigen, die solche Dinge anbieten, häufig auch besondere Aktionen, zum Beispiel das Schreiben über ICQ. Selbst Oberflächen für Hobbyautoren, die ihre Story veröffentlichen wollen, entstehen im Moment bzw. wurden schon fertiggestellt.

## Das Ende einer Netzgeschichte
Zwar könnte eine Netzgeschichte unendlich lang werden, jedoch bemühen sich die meisten Betreiber solcher Seiten, um möglichst lange Geschichten, die zumindest auf netstory.org nicht unendlich sind.

## Anbieter

### Autorenreich.de
Hier werden die Geschichten noch per E-Mail erweitert. Aufgrund dieser aufwändigen Methode sind dort relativ wenige Geschichten zu finden. Dadurch, dass die Geschichten per E-Mail geschickt werden, können die Inhalte schon vor der Veröffentlichung kontrolliert werden. Spontanes Schreiben ist so nicht möglich.

### Netstory.org
Netstory.org ist ein Portal für Netzgeschichten. Hier darf jeder eine Netzgeschichte starten und jeder eine Netzgeschichte erweitern. Netstory.org bietet darüber hinaus noch eine Community für die Schreibenden und bietet Hilfe Für Hobbyautoren an. Netstory.org hat einen sehr hohen Kriminalgeschichten-Anteil, was aber an den Vorschlägen der User und an der Entwicklung der Geschichte liegt.

## Abschließendes
Eine Netzgeschichte ist nur dann eine Netzgeschichte, wenn der Inhalt frei und ungezwungen geschrieben ist. Propaganda und Spam gehören nicht dazu. Netzgeschichten sind ziemlich Liberal. Jeder Autor kann den Plot um 180° drehen und dies auch wieder umkehren. Auch das Genre kann wechseln. Die Hauptsache ist, dass auf den vorangegangenen Beitrag aufgebaut wird, und dass eventuell nicht beendete Sätze abgeschlossen werden.